# Flughafen Malmö/Bulltofta

i7
i11
i13
Der Flughafen Malmö/Bulltofta (schwedisch: Malmö-Bulltofta flygplats) war ein 1924 eröffneter Flughafen in Malmö in der schwedischen Provinz Schonen. Bevor er geschlossen wurde, hatte er den IATA-Flughafencode MMA und den ICAO-Flugplatzcode ESMM.
Am 3. Dezember 1972, dem Tag an dem man Malmös neuen Flughafen Malmö-Sturup  eröffnete, wurde Bulltofta geschlossen.

## Flughafendaten
Der Flughafen hatte eine zuletzt Asphaltpiste mit 2500 m Länge und 60 m Breite und eine Graspiste.

## Geschichte

### Bis 1939
Im Jahr 1924 begann AB Aerotransport (ABA), ein Vorläufer der heutigen SAS, die Malmö-Hamburg-Linie mit einmotorigen viersitzigen Junkers F 13-Flugzeugen zu betreiben.
Der Verkehr wurde im folgenden Jahr auf Amsterdam und Göteborg ausgedehnt. Die Entwicklung wurde in den 1920er Jahren mit nächtlichen Postflügen nach Stockholm, Amsterdam und London fortgesetzt. Im Jahr 1926 wickelte Bulltofta fast 2000 Starts und Landungen sowie 6000 Passagiere pro Jahr ab, das waren 30 % mehr als Stockholm.
Anfang der 1930er Jahre wurden die Passagierverbindungen nach Berlin, Paris und London ausgeweitet. Andere Fluggesellschaften wie Air France, KLM und die dänische Fluggesellschaft DDL flogen ebenfalls Bulltofta an.

### Zweiter Weltkrieg
Obwohl die Zahl der Passagiere im Zeitraum 1939–1945 zurückging, wurde 1943 ein neues Abfertigungsgebäude eröffnet. Während des Krieges wurde der Flughafen auch zur Heimat des Jagdgeschwaders F10 der schwedischen Luftwaffe.
Im Verlauf des Krieges kam es zu zahlreichen Notlandungen von Flugzeugen der kriegführenden Mächte in Schweden, auch auf dem Flugplatz Bulltofta.
Anfänglich waren es meist deutsche Flugzeuge, die nach Motorproblemen oder Navigationsfehlern hier landeten. Am 27. Oktober 1941 landete die erste Maschine der Luftwaffe, eine Arado Ar 66, deren Besatzung sich über dem dänischen Själland bei schlechtem Wetter verirrt hatte. Als zweites folgte am 29. Mai 1942 eine deutlich größere Junkers Ju 52, die ebenfalls aufgrund schlechten Wetters nach Schweden kam. Insgesamt kamen 14 Flugzeuge der Luftwaffe nach Malmö, die in der Regel nach einer Entschuldigung der deutschen Behörden wieder abfliegen durften.
Die Anzahl alliierter Notlandungen stieg erst mit der Verstärkung der Bombenangriffe auf Deutschland markant an. Als erstes Flugzeug der britischen Royal Air Force (RAF) kam eine De Havilland DH.98 Mosquito, die am 9. August 1944 auf einem Aufklärungsflug über Deutschland Motorprobleme bekommen hatte. Bis Kriegsende verschlug es 23 Flugzeuge der RAF nach Malmö, meistens nachts und mit Totalschaden als Folge.
Die größte Anzahl an Bruch- und Notlandungen kam durch Maschinen der United States Army Air Forces (USAAF) zustande. Die erste Notlandung eines amerikanischen Bombers ereignete sich am 9. Oktober 1943, als eine Boeing B-17F zu Gast kam. Insgesamt   kamen 52 US-amerikanische Flugzeuge in Bulltofta nieder.
Die allermeisten alliierten Notlandungen fanden vom Sommer 1944 bis zum Mai 1945 statt. Ende 1944 ähnelte Bulltofta eher einem amerikanischen Militärflugplatz in England als einem schwedischen Inlandsflughafen. Alleine am 16. Juni 1944 landeten innerhalb von 65 Minuten 17 Consolidated B-24 Liberator der USAAF, wobei es nur in einem Fall zu 5 Todesopfern kam. Am nächsten Tag folgten 8 weitere Flugzeuge (je 4 B-17 und B-24). Ein großer Teil all dieser Maschinen wurde beschädigt oder zerstört, wobei eine der häufigsten Ursachen hierfür das Überrollen des Landebahnendes war.
Am 1. Oktober 1945 wurde das Geschwader F10 der schwedischen Luftwaffe auf den 75 Kilometer nördlich gelegenen Militärflugplatz Ängelholm-Barkåkra verlegt.

### Nach dem Zweiten Weltkrieg
Die SAS wurde 1946 gegründet, indem ABA, DDL und die norwegische Gesellschaft DNL fusionierten. Es wurde auch beschlossen, dass die Hauptbasis der neuen Fluggesellschaft Kastrup in Kopenhagen werden soll. Dies führte zu einem Rückgang des Verkehrs auf Bulltofta. In den 1950er Jahren wurde beschlossen, eine 1900 m lange asphaltierte Landebahn zu bauen, die 1953 fertiggestellt wurde.
Die Chartergesellschaft Transair Sweden verlegte 1960 ihren Sitz vom Flughafen Stockholm/Bromma nach Malmö/Bulltofta. Sie blieb dort bis zur Schließung des Platzes und zog 1972 nach Malmö/Sturup um.
Im Jahr 1964 wurden am Flughafen um 90.000 Passagiere befördert. In den 1960er Jahren begannen Untersuchungen, einen geeigneteren Ort zu finden, der Malmö nicht so viele Lärmbelästigungen zufügen würde. Im Jahr 1968 wurde der Ferienort Sturup als Standort des Flughafens gewählt.
Auf dem Flughafen Bulltofta fanden im Jahr 1969 gerade einmal 9.706 Landungen statt, davon 6.808 auf Linienflügen. Damit lag er in Schweden auf dem vierten Platz hinter Stockholm/Arlanda, Stockholm/Bromma und Göteborg/Torslanda.
Am 3. Dezember 1972, dem Tag an dem der neue Flughafen von Malmö eröffnet wurde, wurde Bulltofta geschlossen.

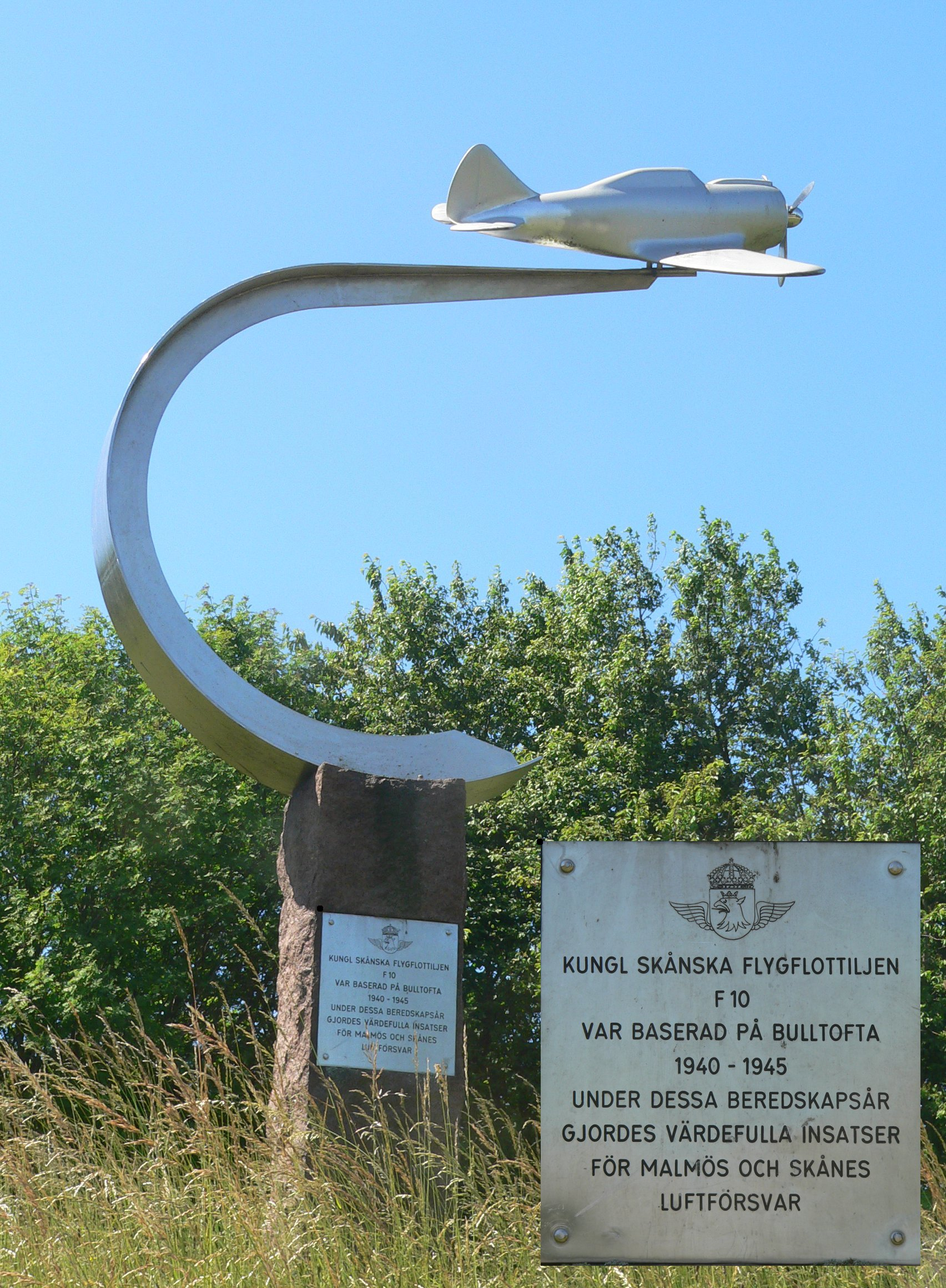
Denkmal für die Jagdgeschwaders F10 in Bulltofta

## Fluggesellschaften und Ziele in den letzten 15 Betriebsjahren
Im Folgenden werden lediglich die Verbindungen im Linienverkehr aufgezählt, nicht die Charterflüge.

### 1957
Im Jahr 1957 flog ausschließlich die SAS Malmö-Bulltofta an (Linjeflyg war erst im April gegründet worden). Es gab 8 tägliche Flüge mit der Douglas DC-3 auf der nur 25 Kilometer Luftlinie langen Strecke nach und von  Kopenhagen-Kastrup. Hinzu kamen zwei Flüge mit Douglas DC-6, die von Kopenhagen kommend nach Stockholm/Bromma weitergeführt wurden. Einmal täglich wurde die einzige echte internationale Linie von Stockholm/Bromma weiter zum Flughafen Frankfurt beflogen. Es war in Bulltofta zu der Zeit der einzige mit Convair CV-440 betriebene Flug.

### 1965
Acht Jahre später, im Sommer 1965, war die Kopenhagen-Strecke komplett auf Convair CV-440 umgestellt worden, mit der sie siebenmal täglich bedient wurde. Von 1961 bis 1963 war die Strecke für SAS nur mit Douglas DC-3 der Transair Sweden beflogen worden. Einen weiteren Flug Kopenhagen-Malmö-Stockholm/Bromma  gab es mit der größeren Douglas DC-7. „Echte“ Auslandsflüge wie den inzwischen eingestellten Frankfurt-Flug gab es nicht mehr. Darüber hinaus bot SAS mit demselben Flugzeugtyp fünf tägliche Flüge nach Stockholm/Bromma an.
Linjeflyg beflog täglich mit Convair CV-440 die langwierige Strecke von Stockholm/Bromma über Visby, Kalmar und Ronneby nach Malmö, die in den zweimonatigen Sommerferien auch am Wochenende angeboten wurde. Mit nur sechs- bis achtsitzigen Aero Commander bot die Gesellschaft an Werktagen Flüge auf der Linie Stockholm/Bromma–Karlstad–Göteborg/Torslanda nach Malmö an. Ab Mai 1967 wurde die Strecke auf Stockholm/Bromma–Borlänge–Karlstad–Göteborg/Torslanda ausgebaut und mit der 28-sitzigen Nord 262 bedient.

### 1972
Im letzten Jahr vor der Schließung erhöhte SAS die Frequenz auf der kurzen Strecke nach Kopenhagen auf 10 tägliche Flüge mit der Convair CV-440. Auch die Linie nach Stockholm wurde auf 8 werktägliche Flüge ausgebaut; da nunmehr Jets des Typs Douglas DC-9 eingesetzt wurden, verdoppelte sich die Kapazität pro Flug nahezu.
Linjeflyg setzte ausschließlich Convair CV-440 ein. Im Vergleich zu 1965 war eine neue tägliche Verbindung  von Sundsvall über Göteborg/Torslanda hinzugekommen sowie eine werktägliche von Stockholm/Bromma über Visby und Kristianstad.

## Zwischenfälle
- Am 9. August 1947 schlug eine Douglas DC-3F der schwedischen AB Aerotransport (Luftfahrzeugkennzeichen SE-BAY) auf einem von Amsterdam kommenden Frachtflug bei der Landung auf dem Flughafen hart und mit sehr hoher Geschwindigkeit auf der Landebahn auf. Die Maschine überrollte das Landebahnende und krachte in einen Erdwall. Fünf Besatzungsmitglieder und ein Passagier waren an Bord. Ein Besatzungsmitglied  kam ums Leben. Das Flugzeug wurde irreparabel beschädigt.[16]